# Pont Giuseppe Mazzini
Le pont Giuseppe Mazzini, ou pont Mazzini, dit aussi Gianicolense est un pont de Rome sur le Tibre. Il relie le quai des Sangallo au quai de la Farnésine, dans les Rioni Regola et Trastevere.

## Description
Le pont a été construit entre 1904 et 1908. Il a été dédié à Giuseppe Mazzini, l'un des héros de l'unité italienne. Le pont relie la Via della Lungara à la Via Giulia. 
Il est composé de trois arches et mesure 106 m de long et 17 m de large.